# Karel Ferdinand von Königsegg-Rothenfels
Karel Ferdinand říšský hrabě z Königsegg-Rothenfelsu (respektive Königsegg-Erps, německy Karl Ferdinand Reichsgraf von Königsegg-Rothenfels-Erps, 1. listopadu 1696 Vídeň – 20. prosince 1759 Vídeň) byl německý šlechtic, diplomat, dvořan, ekonom a státník ve službách Habsburků. Mládí strávil na diplomatických misích ve Francii a Španělsku, poté se v různých funkcích dlouhodobě podílel na správě Belgie (Rakouské Nizozemí). Na počátku vlády Marie Terezie inicioval reformy v ekonomické sféře a svou kariéru završil v úřadu prezidenta dvorské komory (1755–1759). Byl nositelem Řádu zlatého rouna.

## Životopis
Pocházel ze šlechtické rodiny Königseggů,která od 17. století působila ve službách rakouských Habsburků. Byl prvorozeným synem císařského komořího Albrechta Eusebia z Königsegg-Rothenfelsu (1669–1736) a jeho manželky Marie Filipíny, rozené hraběnky Manderscheidové (1667–1751).
Původně byl předurčen ke kněžské dráze a již v dětském věku obdržel jako obročí post kanovníka ve Štrasburku. V roce 1718 na duchovní kariéru rezignoval, stal se císařským komořím a pod patronátem svého strýce Lothara Dominika z Königsegg-Rothenfelsu vstoupil do diplomatických služeb. Nejprve působil jako tajemník vyslanectví v Paříži, krátce byl pak hofmistrem arcivévodkyně Marie Josefy provdané za saského kurfiřta Augusta a pobýval v Drážďanech (odtud také gratuloval do Prahy císaři Karlovi VI. ke kornovaci českým králem). V letech 1725–1728 byl císařským vyslancem v Haagu. Jeho působení zde nebylo příliš úspěšné, protože Nizozemí vnímalo jako ohrožení svých obchodních zájmů založení Ostendské společnosti. Jako diplomat pak působil znovu v Paříži a také v Madridu, kde v letech 1728–1730 zastupoval svého nemocného strýce Lothara Dominika. V roce 1729 byl jmenován členem státní rady v Rakouském Nizozemí (dnešní Belgie), později byl též členem nejvyšší rady pro Rakouské Nizozemí ve Vídni a cestoval mezi Vídní a Bruselem. Úzce spolupracoval s místodržitelkou arcivévodkyní Marií Alžbětou a v roce 1740 byl krátce prezidentem státní rady. V roce 1740 byl též jmenován tajným radou a od roku 1742 zastával funkci nejvyššího hofmistra nové místodržitelky arcivévodkyně Marie Anny. Jako zplnomocněný ministr byl v letech 1743–1744 krátce guvernérem v Bruselu.
Po úmrtí Marie Anny se vrátil do Vídně a stal se nejvyšším hofmistrem ovdovělé císařovny Alžběty Kristiny. V roce 1744 obdržel Řád zlatého rouna a byl pověřen důležitými úkoly v hospodářské politice habsburské monarchie v době probíhajících válek o rakouské dědictví. Od roku 1747 byl prezidentem Dvorního kolegia pro hornické a mincovní záležitosti, později zemským maršálkem v Dolním Rakousku (1750-1753) a nakonec od roku 1755 prezidentem dvorské komory.
Vzhledem k jeho působení ve správě dolů na vzácné kovy v Horních Uhrách je jeho portrét dochován v muzeu v Banské Štiavnici, další portrét s dekorací Zlatého rouna má ve svých sbírkách Rakouská národní knihovna.

## Rodina
V roce 1720 se oženil s hraběnkou Helenou Hyacintou van Erps-Boischott (1694–1776) z vlivné nizozemské rodiny, podle ní se pak někdy psal jako Königsegg-Erps. Z jejich manželství se narodily dvě dcery. Starší Marie Josefa (1724–1785) byla manželkou hraběte Jana Karla ze Žerotína (1719–1775), mladší Marie Františka (1725–1752) byla první manželkou hraběte Leopolda Josefa z Neippergu (1728–1792), který se pak oženil ještě třikrát.
Ze sourozenců Karla Ferdinanda vynikl bratr Kristián Mořic (1705–1778), který v dynastických válkách 18. století dosáhl v císařské armádě hodnosti polního maršála. Kromě výše zmíněného strýce Lothara měl Karel Ferdinand další dva strýce, kteří zastávali vysoké církevní posty v Čechách - Hugo František (1660–1720) byl biskupem v Litoměřicích a František Antonín (1672–1744) velkopřevorem Maltézského řádu v Čechách.